# Incendie dans le quartier de San Marcuola
Incendie dans le quartier San Marcuola est une huile sur toile réalisée vers 1790 par le vedutiste vénitien Francesco Guardi. Elle est de petite taille (42 × 62 cm) et est exposée à l'Alte Pinakothek de Munich. C'était l'un des derniers tableaux de Guardi décédé en 1792.

## Contexte et description
Le tableau est basé sur un incendie qui s'est déclaré dans la nuit du 28 novembre 1789, dans le quartier de Cannareggio, à Venise, près de l'église San Marcuola. De l'huile semble brûler sur les eaux d'un canal. Au premier plan du tableau, une foule s’est rassemblée pour assister à l’événement. Les flammes orange forment une barrière infranchissable entre les hommes et les habitations. Dans les bâtiments en arrière-plan, on aperçoit des hommes sur les toits qui paraissent combattre l'incendie. Cette veduta ne fournit pas un récit réaliste de la catastrophe, mais capture l’impuissance de la population locale qui s’est rassemblée le long du canal en feu, regardant les tentatives d’extinction de l’incendie.
Il existe un dessin à la plume et au pinceau, propriété du Metropolitan Museum of Art à New York.

## Source de traduction
- (en) Cet article est partiellement ou en totalité issu de l’article de Wikipédia en anglais intitulé « Fire in the Oil Depot at San Marcuola » (voir la liste des auteurs).